# Passaporte de Singapura
O passaporte de Singapura é um documento de viagem e um passaporte emitido para cidadãos e nacionais da República de Singapura. Ele permite que o portador saia e volte a entrar livremente em Singapura, viaje de e para outros países de acordo com as exigências de visto, facilita o processo de obtenção de assistência de funcionários consulares de Singapura no exterior, se necessário, e solicita proteção para o portador no exterior.
Todos os passaportes de Singapura são emitidos exclusivamente pela Autoridade de Imigração e Pontos de Controle (ICA) em nome do Ministério de Assuntos Internos. Somente cidadãos de Singapura podem obter esse passaporte. O passaporte é válido por dez anos e é um dos passaportes mais poderosos do mundo, tendo sido classificado como o passaporte mais poderoso em várias ocasiões (em 2023, ele foi classificado como o mais poderoso do mundo, com acesso sem visto ou com visto na chegada a 194 países e territórios).
Posteriormente, o passaporte de Singapura se tornou um alvo popular para os falsificadores devido às exigências de visto relativamente liberais para os singapurianos e à tendência dos funcionários da imigração de liberar os portadores de passaporte de Singapura mais rapidamente. Em resposta, a ICA adotou várias medidas para despistar os falsificadores, incluindo a adição de fotos digitais e tinta especial desde outubro de 1999 e a conversão para um passaporte biométrico a partir de agosto de 2006.

## Histórico

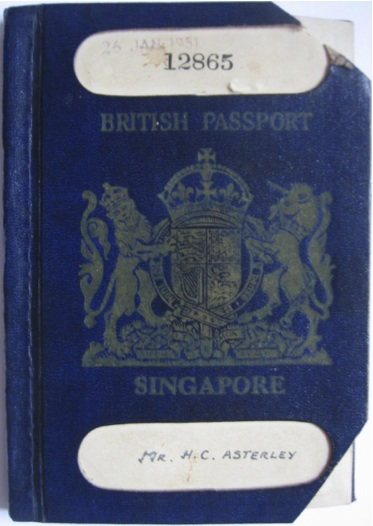
Passaporte britânico histórico de Singapura do romancista H. C. Asterley, emitido em 1951

A primeira versão do passaporte moderno de Singapura foi lançada em 20 de junho de 1966, substituindo o Passaporte Provisório de Singapura emitido a partir de 17 de agosto de 1965. Entre 1963 e 1965, os passaportes da Malásia foram emitidos para os residentes de Singapura quando o país fazia parte da Malásia, e os passaportes britânicos CUKC (Cidadãos do Reino Unido e das colônias) foram emitidos antes de 1963. O Estabelecimentos dos Estreitos, do qual Singapura foi sua capital de 1832 a 1946, também emitiu seus próprios passaportes antes da Segunda Guerra Mundial.

### Passaporte restrito de Singapura (capa azul)
Entre 1967 e 1999, Singapura também emitiu um Passaporte Restrito com capa azul, principalmente para viagens à Malásia Ocidental. O Passaporte Restrito foi concebido devido ao fato de que muitos singapurianos viajavam regularmente para o oeste da Malásia para fins de negócios e lazer. O Passaporte Restrito deixou de ser emitido depois de 1999 devido à falta de demanda, e o Passaporte Vermelho de Singapura foi considerado o único documento de viagem válido para viagens ao exterior por cidadãos de Singapura a partir de 1º de janeiro de 2000.

## Validade
O passaporte de Singapura é válido por um período de dez anos para passaportes emitidos a partir de 1º de abril de 2005 e dez anos para passaportes emitidos antes dessa data. Antes de os passaportes biométricos serem emitidos em 15 de agosto de 2006, os passaportes para cidadãos do sexo masculino entre 11 e 18 anos eram válidos por apenas dois anos e precisavam ser renovados ou substituídos a cada dois anos. Os passaportes biométricos não podem ser modificados devido à política de "write once" da ICAO. Um novo passaporte é válido por um período total de cinco anos. Para a renovação de um passaporte com validade de nove meses ou menos, o novo passaporte terá uma validade de cinco anos mais a validade restante do passaporte antigo. Entretanto, se um passaporte estiver sendo renovado com validade superior a nove meses, ele será válido por cinco anos e nove meses. Para viajar para o exterior, o passaporte deve ser válido por pelo menos seis meses.
Os novos passaportes emitidos em ou após 1º de outubro de 2021 para pessoas com 16 anos ou mais terão novamente uma validade de 10 anos, com o governo citando uma maior confiança na segurança dos passaportes biométricos.

## Passaporte biométrico
Desde 15 de agosto de 2006, todos os novos passaportes emitidos em Singapura contêm recursos biométricos (BioPass). Um dos principais motivos para essa adição é o cumprimento das exigências do Programa de Isenção de Visto dos Estados Unidos. Os recursos também ajudam a evitar falsificações e a minimizar o abuso dos passaportes de Singapura. Os passaportes biométricos contêm 64 páginas, ao contrário dos passaportes de leitura óptica, que contêm 96 páginas. O custo de um passaporte é de S$ 70. É possível solicitar o passaporte pela Internet, pelo correio ou por uma caixa de depósito, sendo que os solicitantes devem retirar o passaporte pessoalmente. No entanto, se a solicitação for feita pessoalmente em uma missão de Singapura no exterior, o custo será de S$ 80 em moeda estrangeira equivalente.
O passaporte biométrico é válido por 5 anos para os solicitantes pela primeira vez, em comparação com 10 anos para os passaportes emitidos anteriormente sem recursos biométricos. Além disso, o novo passaporte não aceita modificações, como extensões de validade e atualização de fotografias, devido à política de "write once" da ICAO. Em uma ruptura com a prática de longa data, o número do passaporte agora é exclusivo para cada passaporte, em vez de ser idêntico ao número do Cartão Nacional de Identidade do titular. As crianças não podem mais viajar com o passaporte dos pais. O projeto do passaporte biométrico custou ao governo de Singapura um total de S$ 9,7 milhões.
Um novo design de passaporte biométrico de Singapura foi apresentado em 26 de outubro de 2017. Ele apresenta uma capa redesenhada, bem como vários novos recursos de segurança, como uma imagem a laser múltipla (MLI) no formato da Ilha de Singapura e uma janela de bloqueio da imagem do titular do passaporte que pode ser vista como uma imagem positiva ou negativa quando inclinada e vista sob uma fonte de luz. Novos designs de página de visto, apresentando o Jardim Botânico de Singapura, Esplanada, Marina, Jardins da Baía, Singapore Sports Hub e Punggol New Town também foram introduzidos no novo passaporte biométrico, substituindo os designs anteriores de página de visto da Área Central de Singapura e Esplanada.

## Aparência física

### Capa frontal

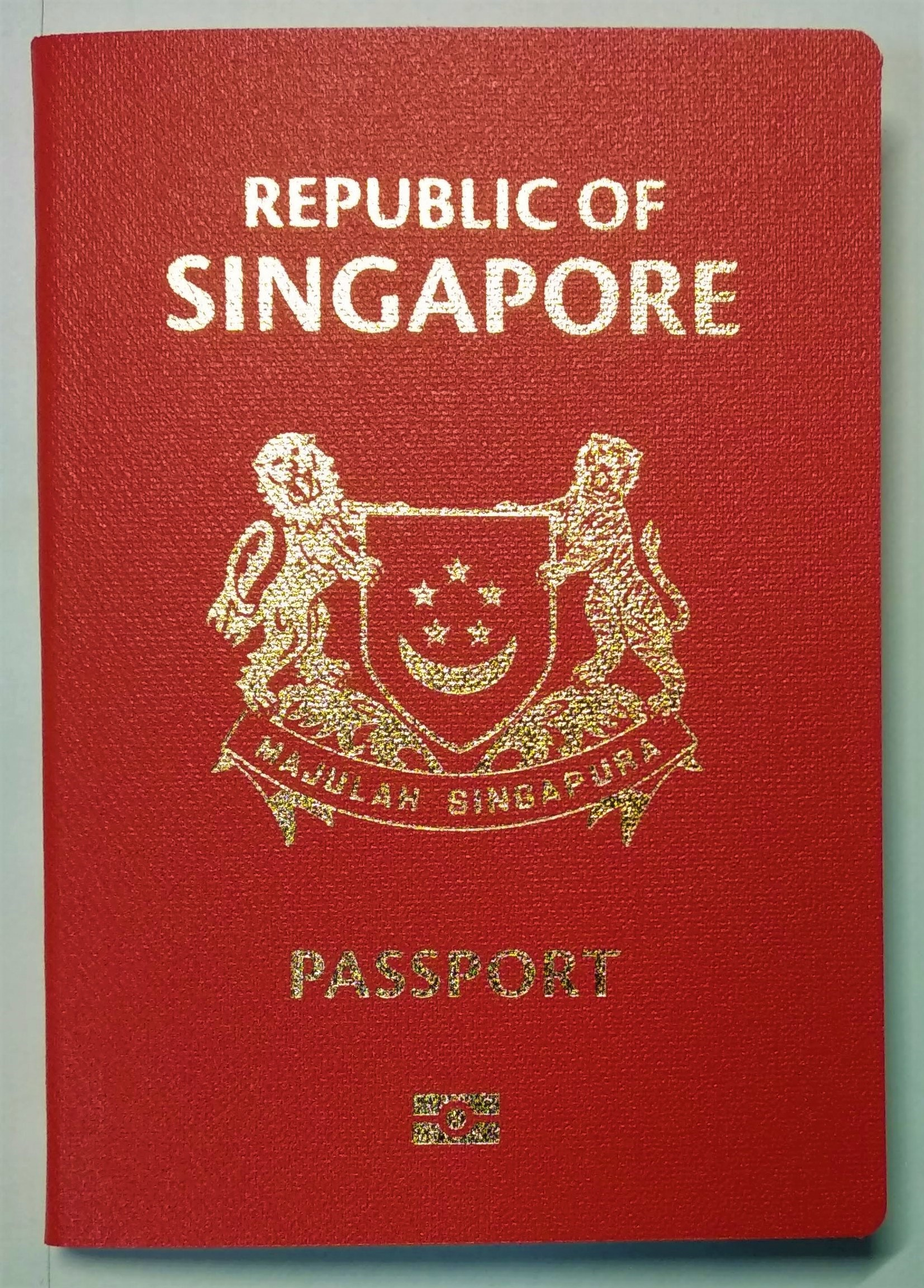
Design contemporâneo da capa frontal Passaportes biométricos de Singapura emitidos desde 2017

Os passaportes de Singapura são de cor vermelha, com as palavras "REPUBLIC OF SINGAPORE" ("República de Singapura") inscritas na parte superior da capa e o brasão de armas de Singapura estampado no centro da capa. O lema e o título do hino nacional de Singapura, Majulah Singapura, estão inscritos no rolo do brasão de armas, enquanto a palavra "PASSPORT" ("passaporte") está inscrita abaixo. O símbolo do passaporte biométrico  aparece na parte inferior da capa, abaixo da palavra "PASSPORT".

### Nota do passaporte
O passaporte contém uma nota do Presidente de Singapura dirigida às autoridades de todos os territórios:
The President of the Republic of Singapore requests all authorities to allow the Singapore citizen named in this passport to pass without delay or hindrance and, if necessary, to give all assistance and protection.

"O Presidente da República de Singapura solicita a todas as autoridades que permitam que o cidadão de Singapura mencionado neste passaporte passe sem atrasos ou impedimentos e, se necessário, que prestem toda a assistência e proteção."

### Página de informações
Os passaportes de Singapura incluem os seguintes dados na página plástica de informações:
- (esquerda) Foto do portador do passaporte
- Tipo (PA - passaporte biométrico)
- Código do Estado emissor (SGP)
- Número do passaporte
- Nome completo
- Sexo (gênero)
- Nacionalidade (cidadão de Singapura)
- Data de nascimento
- Local de nascimento
- Data de emissão
- Data de expiração
- Modificações
- Autoridade
- Número de identificação nacional

A página de informações termina com a Zona de Leitura Óptica.

### Chipbiométrico
O chip incorporado armazena a fotografia digitalizada do proprietário, o nome, o sexo, a data de nascimento, a nacionalidade, o número do passaporte e a data de validade do passaporte. Essas são as mesmas informações que aparecem na página de informações impressas de todos os passaportes. A tecnologia de reconhecimento facial foi introduzida com o lançamento do ePassport para melhorar a verificação da identidade e reduzir as fraudes relacionadas à identidade. A imagem da íris foi adicionada posteriormente para complementar a impressão digital biométrica.

## Requisitos de visto

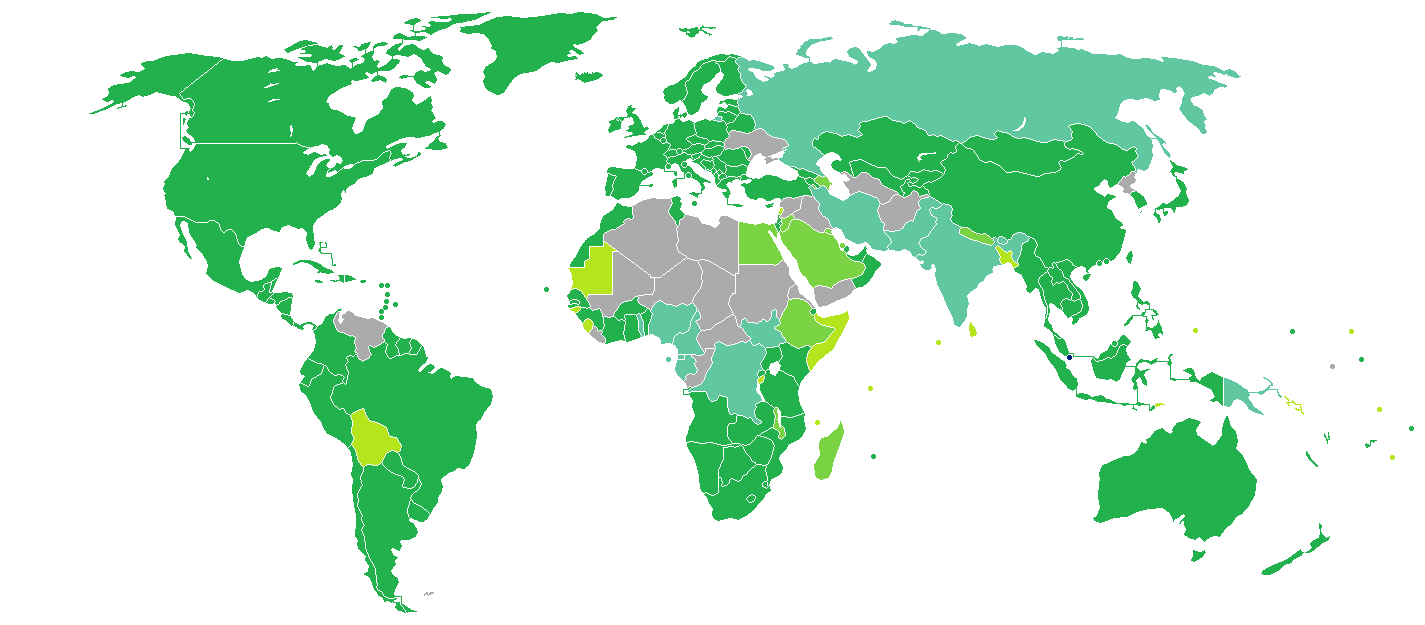
Requisitos de visto para cidadãos de Singapura
Singapura
Visa not required / ESTA
Visto que pode ser obtido na chegada
Autorização eletrônica ou eVisa
Visto disponível na chegada ou on-line
Visto necessário antes da chegada

As exigências de visto para cidadãos de Singapura são restrições administrativas de entrada impostas pelas autoridades de outros países aos cidadãos de Singapura. Em julho de 2023, os cidadãos de Singapura tinham acesso sem visto ou com visto na chegada a 192 países e territórios, classificando o passaporte de Singapura como o mais poderoso do mundo em termos de liberdade de viagem, de acordo com o Henley Passport Index. O passaporte de Singapura costuma alternar periodicamente entre o primeiro e o segundo lugar na lista.

## Sistemas automatizados de controle de fronteiras
Os cidadãos de Singapura com 6 anos de idade ou mais são elegíveis para usar as pistas de liberação automatizadas nos pontos de verificação do país, desde que seus identificadores biométricos (íris/facial/impressões digitais) tenham sido registrados na ICA. Além disso, para os jovens cidadãos de Singapura que desejam usar as pistas automatizadas, mas que coletaram seus passaportes antes de completar seis anos, eles podem registrar seus dados biométricos nos balcões de imigração com funcionários (com a supervisão de seus pais/responsáveis).
Com o status desenvolvido e de alta renda de Singapura, os seus cidadãos que pretendem viajar como turistas também são elegíveis para usar os sistemas automatizados de controle de fronteira (eGates) ao chegar (ou sair) dos vários países a seguir:
| País/Região             | Isenção de visto                 | Duração da estadia inicial permitida                         | Nome da autoridade de imigração                                                        | Nome do sistema ABC              | Ref                  |
| ----------------------- | -------------------------------- | ------------------------------------------------------------ | -------------------------------------------------------------------------------------- | -------------------------------- | -------------------- |
| Austrália               | Autoridade Eletrônica de Viagens | 90 dias                                                      | Força de Fronteira Australiana (ABF)                                                   | SmartGate                        | [ 18 ]               |
| França                  | Não é necessário visto           | 90 dias (em qualquer período de 180 dias no Espaço Schengen) | Diretoria da Polícia Central de Fronteiras (DCPAF)                                     | PARAFE                           | [ 7 ]                |
| Hong Kong               | Não é necessário visto           | 90 dias                                                      | Departamento de Imigração (Hong Kong)                                                  | e-Channel                        | [ 8 ]                |
| Itália                  | Não é necessário visto           | 90 dias (em qualquer período de 180 dias no Espaço Schengen) | Polizia di Frontiera                                                                   | EGate (Itália)                   | [ 9 ]                |
| Japãoa                  | Não é necessário visto           | 90 dias                                                      | Agência de Serviços de Imigração do Japão (ISA)                                        | Automated Gates                  | [ 10 ]               |
| Malásiab                | Não é necessário visto           | 30 dias                                                      | Departamento de Imigração da Malásia                                                   | Autogate/e-gate                  | [ 12 ] [ 14 ]        |
| Nova Zelândia           | Autoridade Eletrônica de Viagens | 90 dias                                                      | Serviço de Alfândega da Nova Zelândia                                                  | eGate                            | [ 15 ]               |
| Portugal                | Não é necessário visto           | 90 dias (em qualquer período de 180 dias no Espaço Schengen) | Serviço de Estrangeiros e Fronteiras (SEF)                                             | RAPID4ALL                        | [ 16 ]               |
| Tailândiac              | Não é necessário visto           | 30 dias                                                      | Departamento de Imigração da Polícia Real Tailandesa                                   | Automated Passport Control (APC) | [ 19 ] [ 20 ] [ 21 ] |
| Emirados Árabes Unidosd | Não é necessário visto           | 30 dias                                                      | Autoridade Federal de Identidade, Cidadania, Alfândega e Segurança Portuária (FAICCPS) | Smart Gate                       | [ 22 ]               |
| Reino Unido             | Não é necessário visto           | 6 meses                                                      | Força de Fronteira                                                                     | EPassport                        | [ 23 ]               |
| Estados Unidos          | Visa Waiver Program              | 90 dias                                                      | Alfândega e Proteção de Fronteiras dos EUA (CBP)                                       | Automated Passport Control (APC) | [ 24 ] [ 25 ]        |

a) O Programa Trusted Traveller, oferecido pela Agência de Serviços de Imigração do Japão (ISA), é limitado a:
- diretores ou funcionários em tempo integral do Governo de Singapura e suas afiliadas públicas e corporativas.
- diretores ou funcionários em tempo integral de organizações internacionais.
- diretores ou funcionários em tempo integral de empresa de capital aberto listadas no Japão e suas subsidiárias.
- diretores ou funcionários em tempo integral de empresa de capital aberto listadas nos países isentos de visto de acordo com a política japonesa de vistos.
- diretores ou funcionários em tempo integral de empresa privada com capital ou investimento de JPY 500 milhões.
- Convidado estrangeiro com relacionamento comercial de instituições afiliadas ao governo japonês ou corporações japonesas de capital aberto (e suas subsidiárias).
- turistas com cartões de crédito platinum ou de status superior.
- cônjuge ou filho (menor solteiro) de empresários ou turistas com alto patrimônio líquido mencionados acima.
b) O portão eletrônico só pode ser usado após a primeira chegada e o registro no balcão de imigração manual. Os portadores de passaporte de Singapura podem usar os portões eletrônicos no Sultan Iskandar Building e no Sultan Abu Bakar Complex em Johor, e também no Aeroporto Internacional de Kuala Lumpur.
c) O recurso APC para portadores de passaporte de Singapura está disponível somente no Aeroporto Suvarnabhumi e os passaportes ainda são carimbados ao sair do APC.
d) Os Smart Gates no Aeroporto de Dubai só podem ser usados após a primeira chegada e o registro no ponto de contato da imigração manual em Dubai.

## Dupla cidadania
A dupla cidadania é estritamente proibida pelo governo de Singapura. Um cidadão com dupla cidadania pode ter adquirido a cidadania por nascimento em um país estrangeiro, por descendência de um pai ou mãe cidadão estrangeiro ou por registro. Os cidadãos de Singapura que voluntária e intencionalmente adquirirem a cidadania de um país estrangeiro após os 18 anos de idade podem ser privados de sua cidadania de Singapura pelo governo. Os estrangeiros que se naturalizarem como cidadãos de Singapura devem renunciar a todas as cidadanias estrangeiras. As pessoas que nasceram fora de Singapura e têm pelo menos um dos pais cidadão de Singapura podem se registrar em um consulado de Singapura dentro de um ano para adquirir a cidadania de Singapura por descendência. No entanto, essas pessoas que adquirirem cidadania estrangeira (por nascimento em um país jus soli ou naturalização em outro país em uma idade precoce) devem escolher uma cidadania antes de completar 22 anos de idade.
Os passaportes de Singapura emitidos para cidadãos com dupla cidadania têm sua validade máxima limitada até o 22º aniversário. Eles podem ser renovados gratuitamente pela validade usual de 5 anos após a renúncia da cidadania estrangeira e o preenchimento do Juramento de Renúncia, Fidelidade e Lealdade (ORAL) antes de completar 22 anos de idade.

## Questões relacionadas ao Serviço Nacional
Todos os cidadãos do sfexo masculino devem ser recrutados por dois anos para o Serviço Nacional (NS). Anteriormente, o governo de Singapura tinha uma política de limitar a validade do passaporte para meninos com 11 anos ou mais. Antes de viajar, eles tinham de solicitar uma extensão de 9 meses de seus passaportes. Essas extensões eram adicionadas com um carimbo de borracha. O governo de Singapura declarou que o objetivo de tais medidas de controle de saída é impedir a evasão de NS e que essas medidas servem como um "lembrete psicológico" das obrigações de NS do cidadão.
Como o novo passaporte biométrico não permite tais modificações, o Ministério da Defesa tomou a decisão de eliminar os passaportes de validade limitada. As autorizações de saída ainda são necessárias para viagens ao exterior que durem mais de doze meses.